# Leucoma atripalpia
Leucoma atripalpia är en fjärilsart som beskrevs av George Francis Hampson 1910. Leucoma atripalpia ingår i släktet Leucoma och familjen tofsspinnare. Inga underarter finns listade i Catalogue of Life.